# كريستين ليندهولم
كريستين ليندهولم (بالإنجليزية: Kirsten Lindholm؛ بالدنماركية: Kirsten Lindholm) هي ممثلة دنماركية وأمريكية، ولدت في 1 سبتمبر 1943 في أودنسه في الدنمارك.

## وصلات خارجية
- كريستين ليندهولم على موقع IMDb (الإنجليزية)
- كريستين ليندهولم على موقع قاعدة بيانات الفيلم (الإنجليزية)